# Szilva-tapló
A szilvatapló (Phellinus pomaceus) a mérsékelt és szubtrópusi éghajlatú területeken világszerte gyakori, évelő parazita gombafaj. Leginkább szilva- vagy barackfán találkozhatunk vele, de más fákon is megjelenhet. Mivel nem kezdi agresszívan bontani a legyengült fát, a megtámadott gyümölcsfa még évekig élhet, de termése gyakran éretlenül megrohad és lehull.

## Termőtest
Mérete 3–8 cm átmérőjű, körkörösen kissé gyűrődött, barázdált, színe barnás, majd szürkülő, széle vastag, apró szőrök borítják, így tapintása bársonyos. Termőrétegén apró pórusok találhatók. Húsa kemény, vöröses, később barnás.

## Étkezési értéke
Nincs, nem ehető.

## Galéria

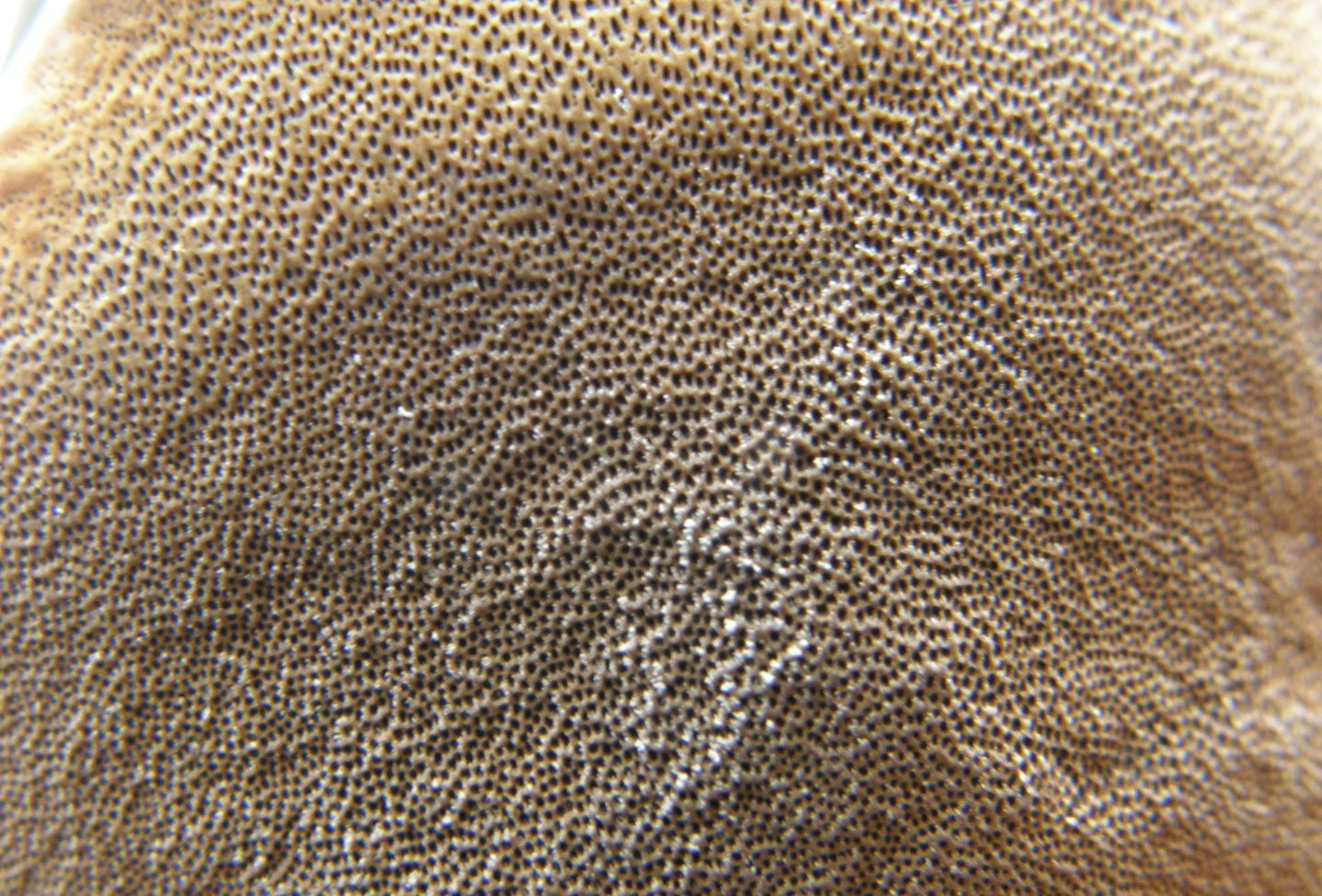
trámája pórusos
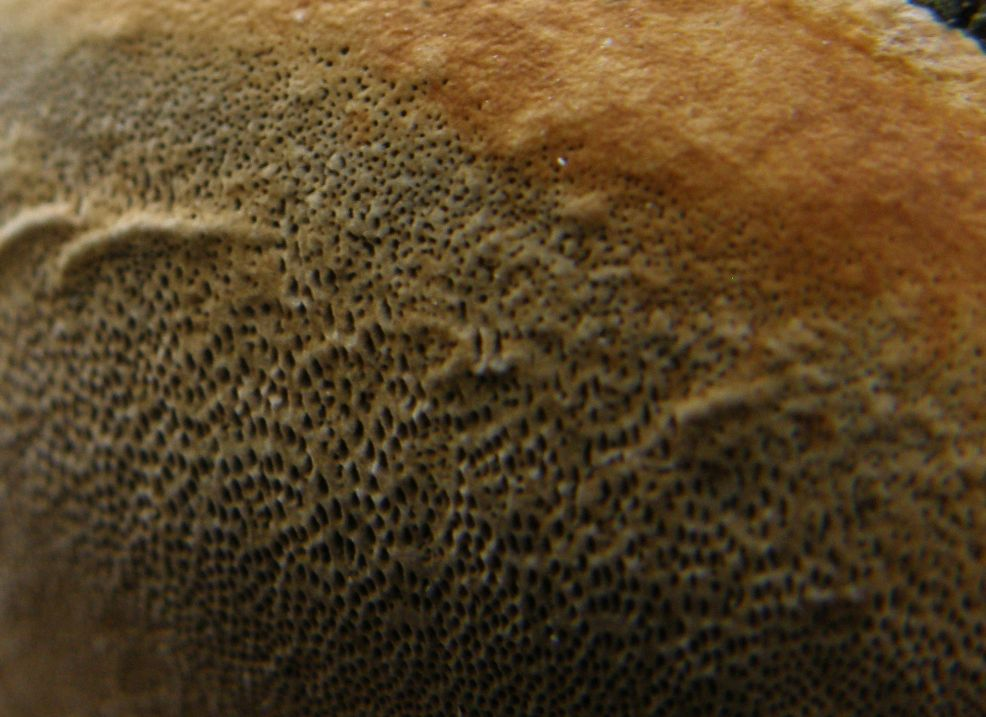
trámája pórusos, gyűrt
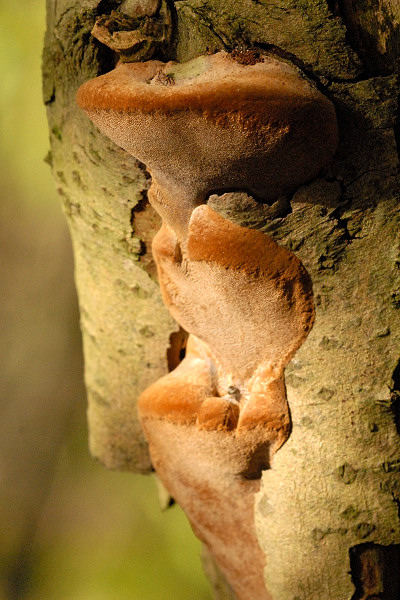